# Droga krajowa B55 (Austria)
Droga krajowa B55 (Kirchschlager Straße)  - droga krajowa w Austrii. Arteria zaczyna się na skrzyżowaniu z B54 w pobliżu 69 kilometra prowadzącej z Wiednia autostrady A2 i biegnie w kierunku wschodnim. Za miejscowością Kirchschlag in der Buckligen Welt droga wkracza na teren Burgenlandii i prowadzi do skrzyżowania z Günser Straße tuż przy dawnym przejściu granicznym z Węgrami.